# Thomas Georgeon
Pour les articles homonymes, voir Georgeon.
Thomas Georgeon, né 1967 à Paris, est un moine trappiste, connu notamment pour être le postulateur de la cause de béatification des 19 martyrs d'Algérie (morts entre 1994 et 1996) et un bon connaisseur des moines de Tibhirine et du frère Luc dont il a écrit la biographie avec Christophe Henning.

## Biographie
Après des études en communication à l'université de la Sorbonne, Thomas Georgeon travaille pendant cinq ans à l'agence de presse photographique Gamma.
Entré à l'abbaye de la Trappe en 1994, il en fut maître des novices et prieur.
En 2007, il est appelé comme supérieur de la communauté italienne de Frattocchie dont il deviendra abbé le 11 mai 2009.
En 2012, il devient secrétaire de l'abbé général des Trappistes, le T.R.P. Fitzgerald, et, en 2013, il est nommé postulateur de la cause de Mgr Claverie et de ses 18 compagnons,.
Après avoir travaillé à la béatification des 19 Martyrs d'Algérie célébrée le 8 décembre 2018, il est nommé Supérieur de l'abbaye de la Trappe en décembre 2019, il est élu Abbé de ce monastère le 2 février 2021.